# Navajo Mountain
Pour les articles homonymes, voir Navajo.
Navajo Mountain, littéralement « montagne Navajo », est une montagne située dans le Sud-Est de l'Utah et adjacente à l'Arizona aux États-Unis.